# Église Notre-Dame d'Orbec
L'église Notre-Dame d'Orbec est une église catholique située à Orbec, en France.

## Localisation
L'église est située dans le département français du Calvados, sur le territoire de la commune d'Orbec.

## Historique
L'église est donnée par Richard III de Normandie à l'Abbaye Notre-Dame du Bec en 1030. Une chapelle dédiée à saint Jean était présente dans l'édifice, et le patronage appartenait aux seigneurs d'Orbec.
L'édifice actuel date du XIIIe, XVe et du XVIe siècle.
L'édifice dédié à la Sainte Vierge dans le mystère de son assomption, a été reconstruite après la guerre de Cent Ans sur l'emplacement de la chapelle Saint-Jean.
Le chœur est daté du XIIIe.
L'édifice est victime d'un incendie par les troupes anglaises lors de la guerre de Cent Ans. La tour est bâtie au XVe avec une finalité de surveillance des environs, restaurée au XVIe dans le style Renaissance. D'autres agrandissements ont lieu jusqu'au XVIe.
L'église est pillée lors de la Révolution française et perd son mobilier. Rénovée au XIXe, à partir de 1868, et élargie en style néo-gothique, elle subit des dommages lors du dernier conflit mondial.
L'édifice est inscrit au titre des monuments historiques le 12 avril 1996.
Un diagnostic de sécurité est lancé en 2012
Les grandes orgues de l'édifice sont restaurées en 2015 pour un montant de 36 000 €. D'autres travaux sont nécessaires pour la couverture et la maçonnerie.

## Architecture
« Le plan de cet édifice est fort irrégulier » selon Arcisse de Caumont.
Son plan est une croix latine avec une nef de la largeur du chœur et un transept ample. Elle est dominée par une haute tour défensive de style anglais avec contreforts en angle et plateformes et surmontée d'un clocher de 43 mètres de haut.
L'édifice possède un buffet d'orgue de 1526 revu en 1895 puis en 1931, des vitraux des XVe et XVIe siècles,, et une statuette du christ autrefois appartenant au calvaire qui surplombait la cité et devant lequel les condamnés à mort faisaient amende honorable avant d'être conduits au gibet.

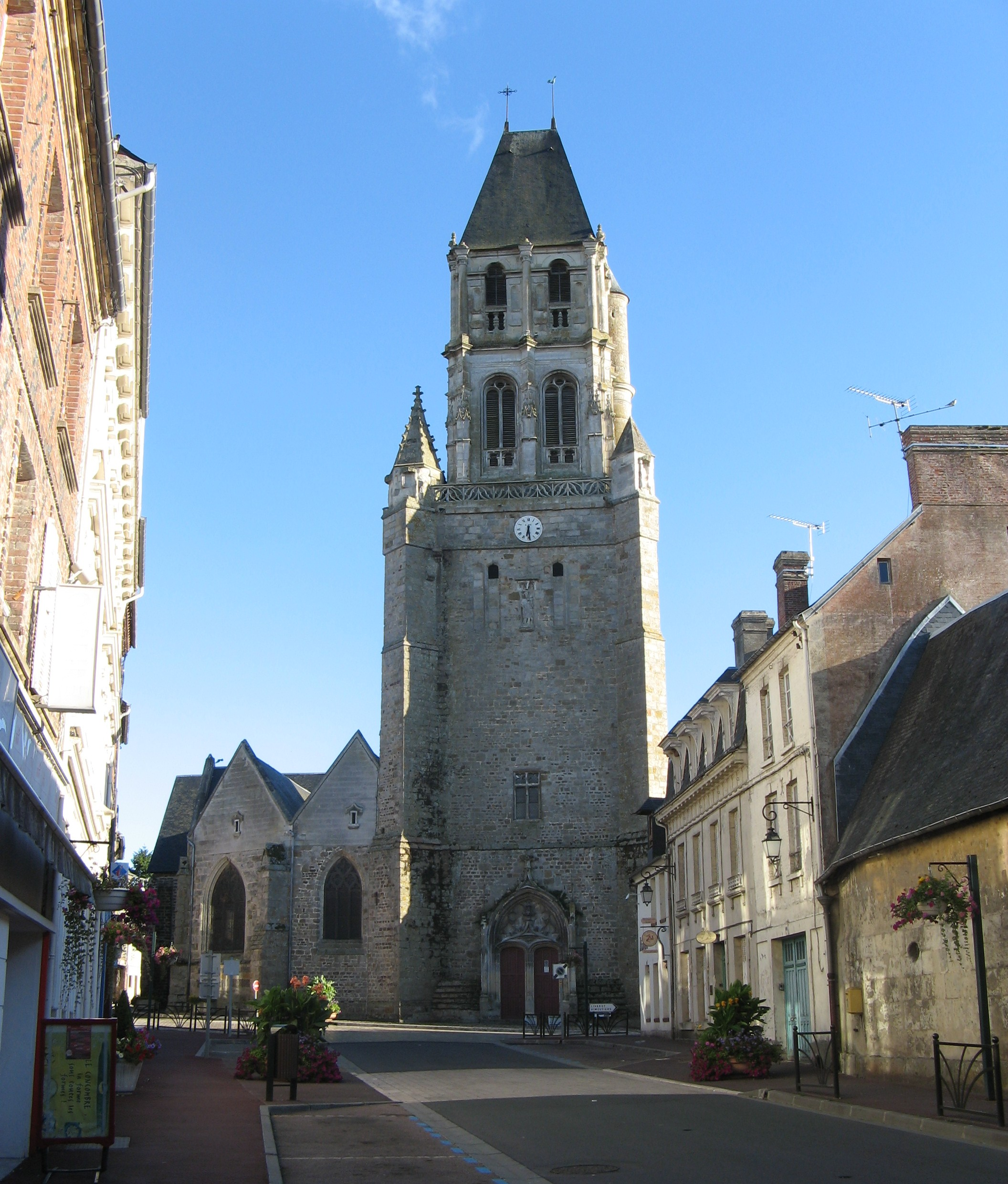
Vue extérieure nord.
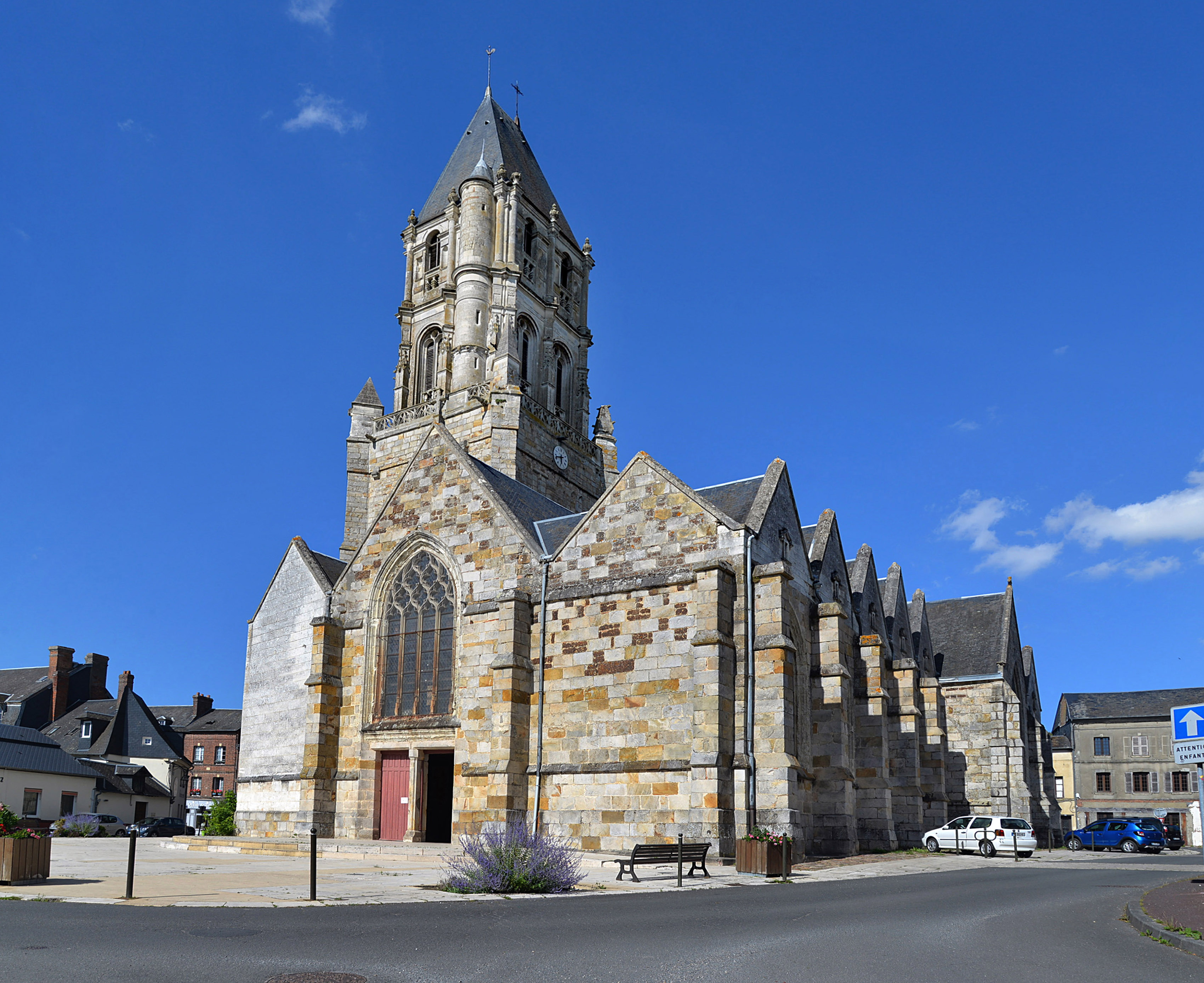
Vue extérieure sud-ouest.
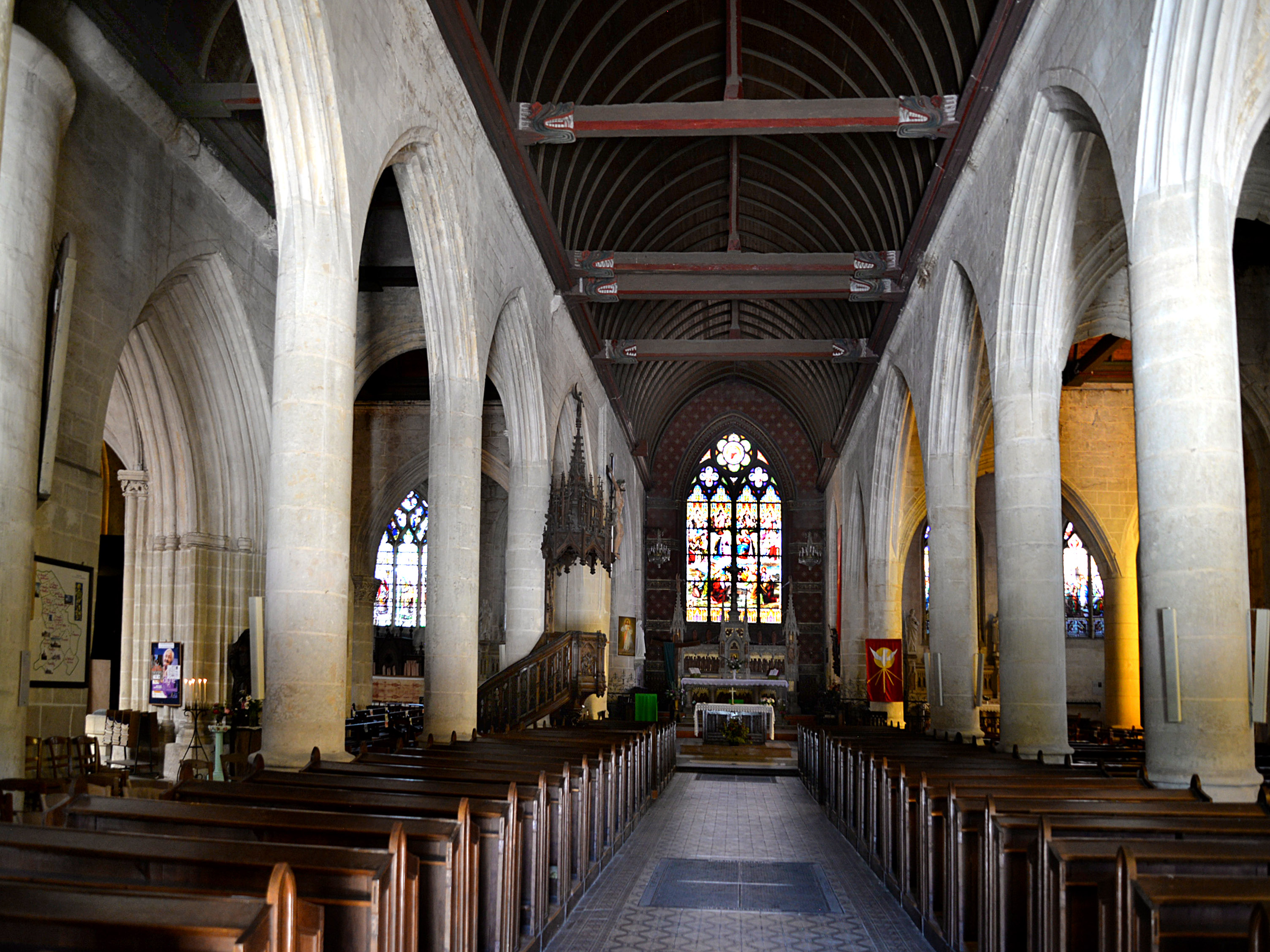
La nef.
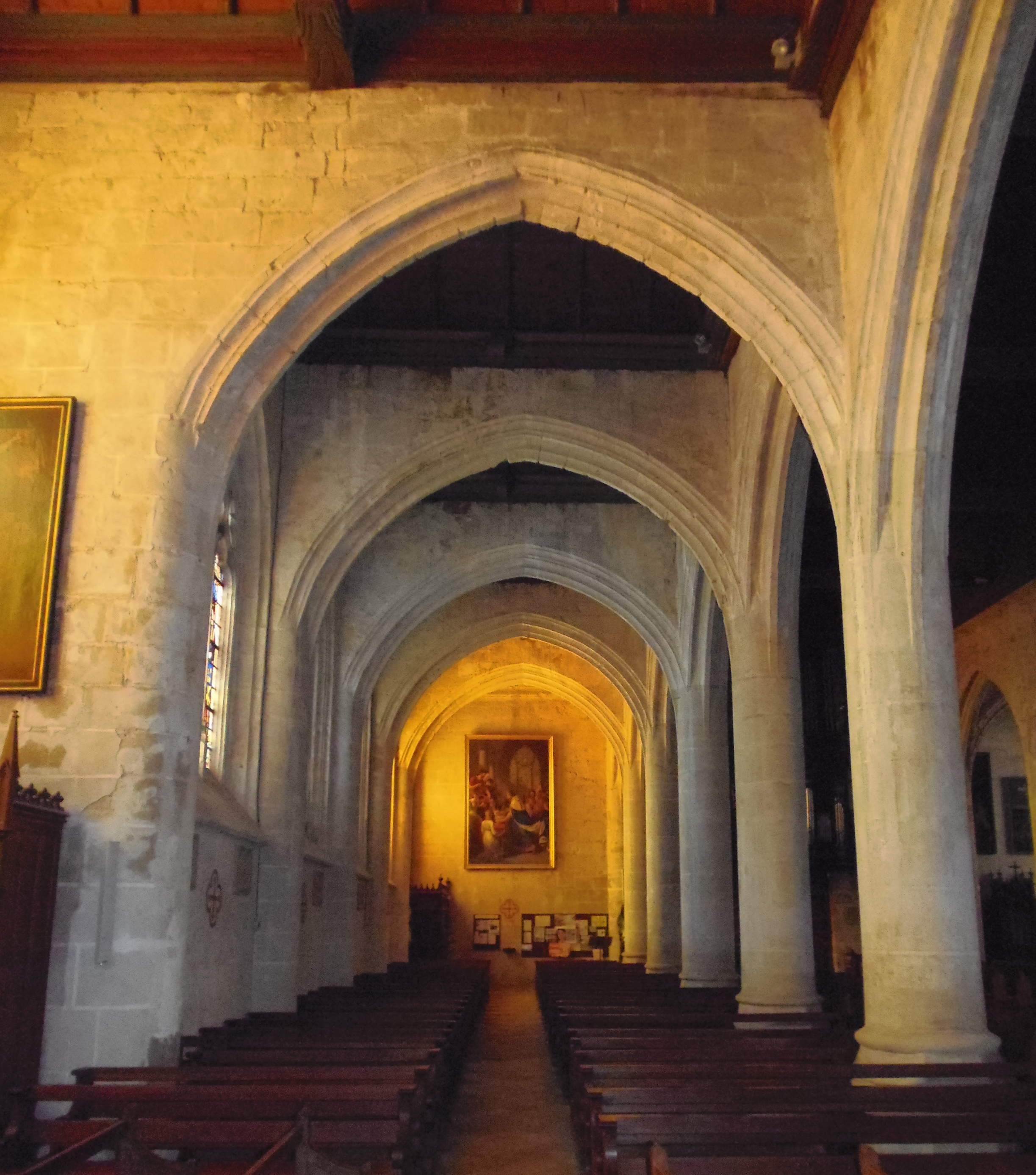
Bas-côté.
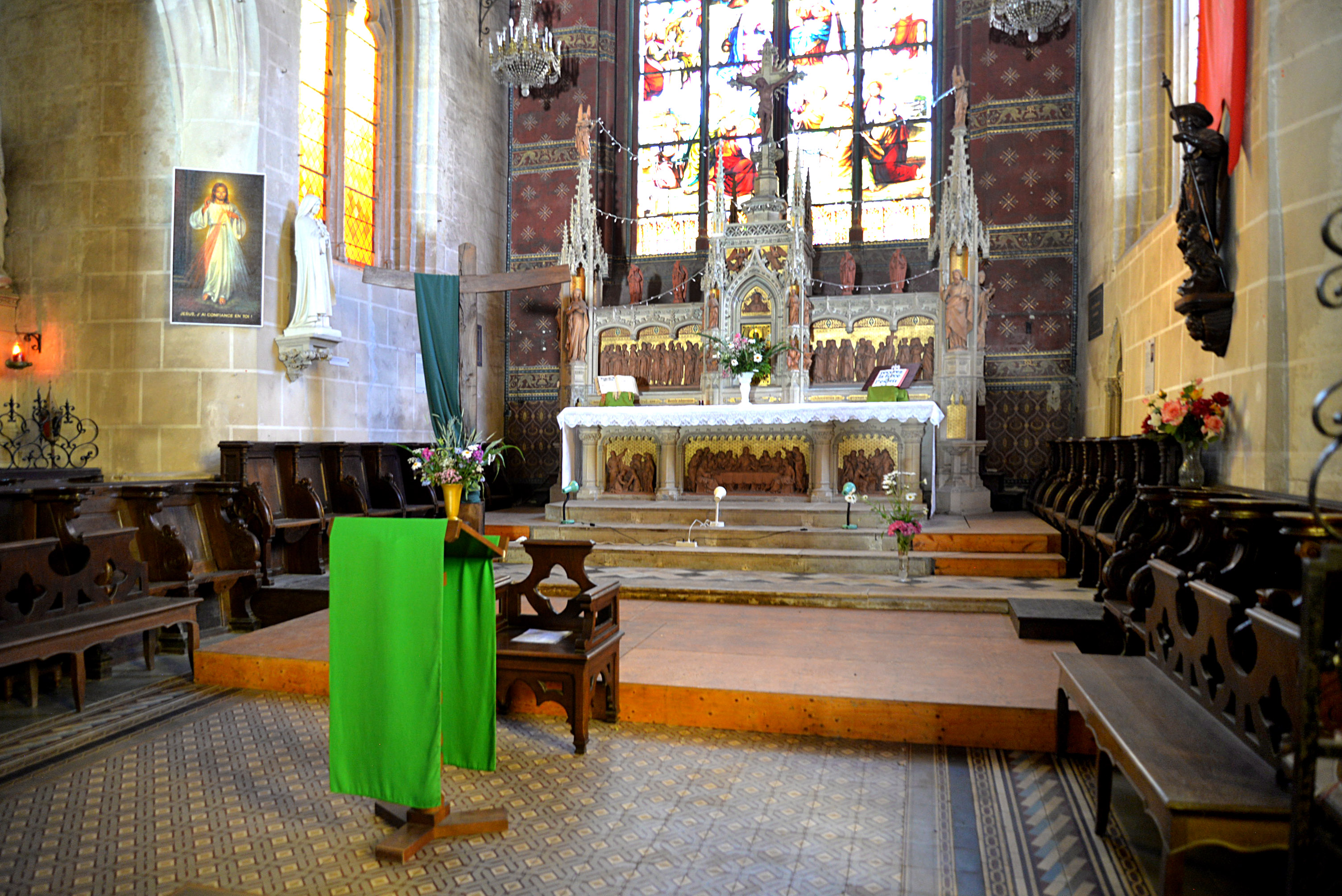
Le chœur.
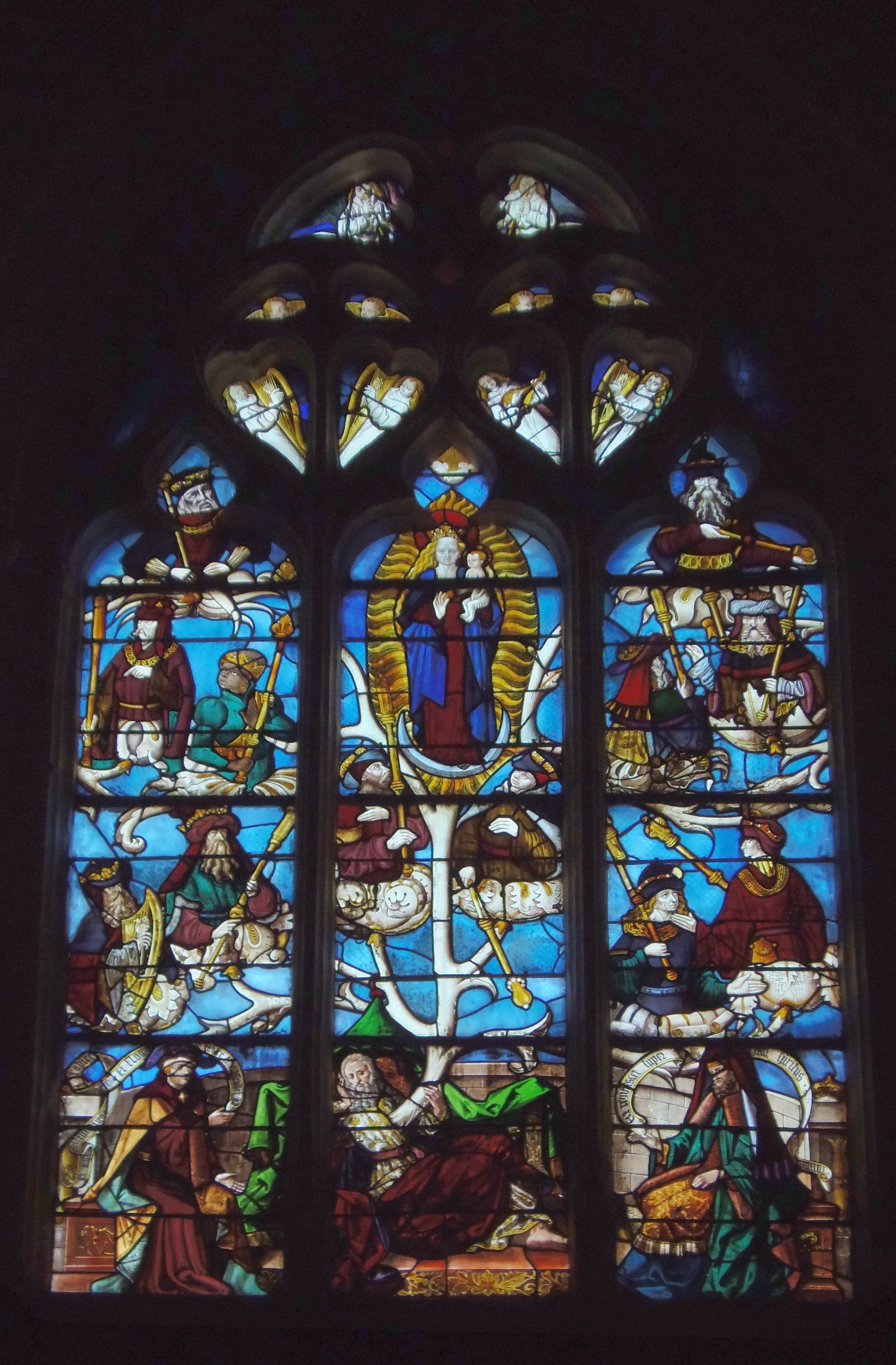
Vitrail de l'arbre de Jessé.